# Boarmia fulvipicta
Boarmia fulvipicta är en fjärilsart som beskrevs av Alfred Ernest Wileman 1915. Boarmia fulvipicta ingår i släktet Boarmia och familjen mätare. Inga underarter finns listade i Catalogue of Life.